# Ворона (Коломийський район)
Воро́на — село в Україні, в Отинійській селищній громаді Коломийського району Івано-Франківської області.

## Топоніміка
Назва села походить від топонімічної назви річки Ворона, яка протікає через село.
Також існує легенда про походження села, згідно з якою на території села було поселення первісних людей, якими керували два вожді. Молодшого звали Ворон. Він був сильним, хоробрим та  спритним воїном. Під час полювання старший вождь намагався позбутися молодшого, скинувши його в урвище. Але спритність Ворона врятувала його життя. Він переміг і скинув старшого у провалля. З того часу Ворон став вождем.

## Географія
За адміністративним поділом, Ворона є кінцевим населеним пунктом Коломийського району з північної сторони. На сході село межує зі Старими Кривотулами, на заході з Липівкою, на півдні з Отинією, а на півночі з Виноградом. Через село проходить залізнична колія, яка значно полегшує сторону обслуговування села. Від шосейної дороги Івано-Франківськ-Коломия-Чернівці село знаходиться на відстані 4 км.
Особливе значення для географічного розташування села мають ріки, яких у селі налічується чотири: Ворона, ліва притока Ворониця, права Стебник та річка Ракитна. Їх береги мають порівняно одноманітний рельєф; правий берег р.Ворона піднімається до 313 метрів над рівнем моря. Усі вищезгадані річки несуть свої води до річки Бистриці Надвірнянської. Ґрунти, які оточують село, є підзолисті, зі значною кількістю вмісту чорнозему.

## Історія
Село Ворона має давню історію, про що свідчать знайдені знаряддя праці, серед яких сокири виготовлені у VI столітті до нашої ери.
Перша згадка про село датується 1432 роком.
У 1469 році власником села був Іван Спічник з Бовшева.
У період з 1772 року по 1918 рік село перебувало під владою Австро-Угорщини.
1846р. – збудовано та освячено церкву. Першим настоятелем церкви був о. Іван Рошкевич.
На честь скасування кріпацтва у 1848 році, у центрі села було встановлено пам'ятний хрест, що в роки радянської окупації був знищеним та відновленим у 1991 році місцевими жителями. Щорічно 16 травня біля даного хреста відбуваються урочистості
1888р. – створена місцевим священником «Просвіта».
З 1909 по 1916 роки у сільській школі працювала народна поетеса М. Підгірянка.
1930 р. – членами Просвіти побудовано сільську читальню, сьогодні це приміщення клубу.
Більше 50-ти жителів нашого села були членами УПА, більше 90-та призвані до Червоної армії в роки Другої світової війни.
1956р. – збудована середня школа, директором якої 50 років пропрацював заслужений учитель України Роман Олійник.
В 1967 році, завдяки старанням директора Романа Олійника була побудована нова, двохкорпусна 9-тикласна школа. Нова школа була розрахована на 500 учнів, на її базі створено 12 класних кімнат, 2 лабораторії, 3 кабінети, їдальня, актовий та спортивний зали і інші приміщення. Силами учнів біля школи було посаджено сад, побудовано шкільний стадіон. Всього на будівництво школи було витрачено понад 26 тисяч карбованців.
1980р. – у центрі села встановлено пам’ятник односельцям, що загинули в роки Другої світової війни.
1990р- відновлено сільську раду.
1991р – відновлено греко-католицьку церкву, священнослужителем якої сьогодні є отець Юрій Боєчко.
Центром села є сільська рада. До 1940 року Ворона належала до Тлумацького повіту, до 1961 року до Отинійського району.
У селі народився та похований народний артист України Володимир Петрик.

## Історія села в періодДругої світової війнита повстанський рух
Літом 1943 р., український стихійний повстанський рух почав поширюватися і на Галичину. На території Галичини були створені загони Української національної самооборони(УНС), які мали дати відпір ворогу. Відділи УНС згодом стали основою УПА на Галичині. У жителів села Ворона також почала падати довіра до гітлерівської Німеччини, тому вони вступали у військові формування УПА. Станом на 1943 рік в УПА воювало близько 10 вихідців з Ворони.
В квітні 1944 р. село Ворона опинилось в котлі буремних протистоянь між гітлерівськими військами, радянською армією та УПА. Квітень цього року пройшов під знаком німецьких контрударів та стабілізації фронту.  Чорний ліс весь цей час залишався незайнятим, воїни УПА самостійно обороняли цей відтинок. Коли фронт зрушився на схід, більшовики почали кидати в німецький тил великі партизанські з’єднання, що діяли в Чорному Лісі. Ці відділи пройшли саме через фронт в селі Ворона. Мала залога Чорного Лісу внаслідок нерівних боїв з червоними була змушена відходити на с. Грабівку [6, с. 217].
В кінці березня 1944 німці почали поволі відступати. Щоб забезпечити тил армії, німецьке командування відправило на Товмаччину (до Товмацького повіту тоді належало с. Ворона) 300 військових СС. Серед них переважали польські фольксдойчі, які нав’язали контакт з місцевими поляками та тероризували на кожному кроці українське населення. Внаслідок воєнних дій Товмацький повіт дуже постраждав. Серед жертв населення у Вороні налічується 1 вбитий та 3 поранених [6, с. 320].
Більшовики в свою чергу не відносилися до населення краще за військових СС. Зі сторони червоних також спостерігалися грабунки та терор населення (хоч значних масштабів він не набув через недовге перебування більшовиків). Часто вони перевіряли територію і залишали на головних дорогах застави задля виявлення упівців. Також більшовики систематично прочісували ліс в пошуках бандерівців. В присілку села Ворона відбувся бій між групою «Лиса» і «Гаркуші» (справжні прізвища невідомі) з більшовиками, у результаті якого вбили одного більшовика [6, с. 331].
Станом на 5 квітня 1944 фронт німецьких військ проходив через села: Жидачів, Олешина, Богородчани, Слобідка Лісна, Ланчин, Чорні Ослави. Більшовики використали військову авіацію. Здійснено бомбардування сіл Ворона, Отинія, Виноград, Грушка, Бортники, Олещина. Бомби в більшості падали на поля [6, с. 353].
В липні 1944 р. на фронті було відносно спокійно, тому більшовики часто скидали парашутистів, щоб ті вели розвідку та надавали матеріали про німців, потрібні для наступу.
В цей час в лісі коло Ворони було скинуто 3 або 5 радянських десантників, що діяли і в довколишніх селах, опираючись на місцевих комуністів в Майдані Середньому, Глинках, Парищах і Струпкові. 23 липня двох з них було ліквідовано, а 2 чи 3 ще знаходилися в терені. Робота їхня полягала в тому, щоб з допомогою місцевих комуністів збирати відомості  і передавати їх по радіо [6, с. 384].
Варто зазначити, що насправді більшовицьких агентів в цій місцевості було значно більше. Наприклад, у с. Цуцилові було знайдено два великі парашути. Коли про це довідались німці, вони зробили облаву. А в лісі біля Ворони було знайдено радіоприйомник, що не належав до згаданої групи.
В липні 1944 року  Ворону було визволено більшовиками з-під німецької окупації. Цього року жителі нашого села на собі відчули всю важкість сталінської репресивної машини, внаслідок чого багато молодих хлопців влилися в Українську повстанську армію.
Восени 1944 року с. Ворона стало справжнім театром воєнних дій між УПА та загонами НКВС. Станом на вересень 1944 р. більшість бійців УПА села Ворони воювали в курені «Різуна» (В. Андрусяка). Селяни й досі пам'ятають бій між вояками «Різуна» та частинами НКВС, що розв’язався в кінці липня 1944 р. і закінчився повною перемогою «Різуна». За свідченнями очевидців, на підмогу загонам  НКВС надійшла навіть авіація. Внаслідок бою з боку повстанців загинуло тільки чотири чоловіки, а от скільки загиблих було з протилежної сторони – визначити важко, але після сутички радянських бійців поховали в братській могилі райцентру Отинія.
У жовтні 1944 р. відбувся ще один бій повстанців з НКВС. Серед вояків були  воронські жителі – Нестерук  І., Нестерук Ф., Криворучко П. Рятуючись від переслідування, повстанці попросили притулку в отця Йосифа Майковського, який сховав їх під куполом церкви. Однак вороги помітили повстанців, зав’язалася перестрілка, у якій загинуло чотири радянські вояки. Криворучка П. смертельно поранили, Нестерук І. - здався, а Нестерук Ф. - застрелився. Дірки від куль на дзвіниці Воронської церкви ще й донині нагадують про ті страшні події.
Варто зазначити, що 27 жовтня 1948 більшовики замучили священика Анатолія Майковського. Його жінку тільки покалічили, бо думали, що вона вже нежива, і тому так і залишили її. Жінка згодом вилікувалася. Причина таких дій щодо отця і його дружини невідома, але можна припустити, що це було зумовлене тим, що А. Майковський допомагав українським повстанцям. Цікаво, що потім поширювали чутки про те, що на отця і його дружину вчинили напад не більшовики, а бандерівці [3, с. 764].
У листопаді 1944 на території села відбувся черговий бій між частинами УПА і відділами НКВС. Для боротьби з повстанцями з райцентру був викликаний бронепоїзд №26. Внаслідок обстрілу бронепоїздом села згоріло 4 хати, жоден з повстанців не загинув [5, с. 21].
З приходом радянської влади на західноукраїнські землі поширеними стали такі злочини, як пограбування, незаконне утримування під вартою, фальсифікація кримінальних справ, тортури, зґвалтування та вбивства. Свавілля службовців НКВС не оминуло і с. Ворону. Уповноважений РВ НКВС Станіславської області Єрінов М. Л., будучи в нетверезому стані, 22 серпня 1945 під час військової операції біля села Ворона розстріляв ні в чому невинних хлопчиків 12-13 років, що пасли корів [7, с. 142].Подібний випадок стався влітку 1946, коли два п’яні радянські офіцери повісили двох воронських мешканці за те, що ті відмовились здати «Бандеру», якого вони справді не бачили.
Через таке нелюдське поводження, мешканці почали боятися виходити на вулицю. Деякі з них навіть переховувалися в земляних сховищах. Одним з останніх в Івано-Франківській області з такого сховища вийшов житель с. Ворони Нестерук Михайло (в 1968 р.) [2, с. 12].
У вересні 1945 р. в с. Ворона обласна спецгрупа обшукала місцеву церкву та при ревізії завважила в бані церкві 3-ох кущевиків. На крик більшовиків «здайся» вони відповіли вогнем. Під час перестрілки вбили  Григорія Максиміва (псевдо – «Сорока») та Дмитра Солов’я (псевдо – «Кіт»), а станичний Нестерук (ім’я невідоме, псевдо – «Гонта») потрапив до більшовиків живим та був доставлений до Отинії [3, с. 633].
4 листопада 1945 відділ УПА під командуванням «Чорного» підмінував залізницю на Воронському відтинку лінії Станіслав-Коломия, що спричинило катастрофу, у якій загинуло 100 бійців Червоної Армії [3, с. 637]. В зв’язку з цими подіями більша частина більшовиків з Станіслава, Коломиї та Отинії зробили облаву в с. Ворона. Більшовики зробили рейди, при чому затримали близько 50 чол. Після перевірки документів в Отинії затримано Ілька Чика (1890 р. нар.), Петра Кулика (1922 р. нар.) і Анну Волошин (1926 р. нар.), а решту відпущено.      7 листопада 1945 в селі організовували мітинг, на який людей зганяли червоноармійці, на якому говорили, що диверсійний акт влаштували не бандити, а місцеві мешканці та службовці при залізничній станції. При цьому погрожували вивезенням людей та спаленням села. Згодом кількість службовців на залізниці було збільшено [3, с. 639].
Радянське керівництво, задля запобігання диверсійних актів, створило на місцях чекістсько-військові групи. Отинійська чекістсько-військова група             3 грудня 1945 зустріла в районі села Ворона сотню «Чорного», яка проводила підривну роботу на залізниці. В результаті зіткнення сотня була розгромлена. На допиті з’ясувалося, що вони брали участь у підриві залізниці в листопаді того ж року [7, с. 213].
2 березня 1946 р. відділ під командуванням старшого булавного «Вихора», уникаючи сутичок з ворогами, зайшов на вечерю в с. Ворона. Більшовики наскочили на  відділ, обійшовши застави. Вартові біля будинків відкрили по більшовиках вогонь. З хат вискакували вояки, стріляючи у ворогів, а згодом, уникаючи сутички в селі, повстанці були змушені відступити до лісу. Побратима «Мазепу» було поранено в ногу. Втрати червоних: 3 вбитих та 2 поранених [7, с. 532].
В селі Волосів 19 червня 1946 р. група з 12 більшовиків з двома кулеметами наскочила на будинок Бичій Ілька, який доніс на районного господарчого «Опришка» (справжнє прізвище невідоме). Перед тим до останнього підійшли два боєвики СБ Яремчанського району «Юрша» (Клюба Михайло Олексійович) і «Туча» (справжнє прізвище не відоме). Один з більшовиків поліз на горище, де одразу був застрелений повстанцями. Інші більшовики після цього відкрили вогонь по хаті. «Юрша» та «Опришок» зуміли втекти та змусити ворога відступити. Відстрілюючись, вони відступили до лісу поблизу с. Ворона. Там вони натрапили на більшовицьку заставу і були змушені тікати. Серед втрат більшовиків 4 вбитих і 3 поранених. Опісля вони вбили господаря за те, що той надав їм неточну інформацію (він говорив, що в лісі був лише 1 повстанець. Хоча насправді їх було троє). Зі сторони повстанців загинув боєвик «Туча» [3, с. 1022].
17 серпня 1946 р. відділ під командуванням хорунжого «Чорного» здійснив напад на радгосп в селі Ворона, де знаходився табір військовополонених №304. В радгоспі працювало 120 полонених німців і мадярів. О 21:00 вдарено по бараках, де квартирували більшовики. Ворог завзято відстрілювався, та попри це радгосп здобуто. Спалено 3 стодоли, повні збіжжя, 3 скирти пшениці і жита, випущено полонених, вбито начальника підсобного господарства, старшого сержанта, 1 сержанта та 9 бійців. Здобуто зброю. Серед повстанців - легко поранений Бойко [7, с. 543]. З метою виявлення і знищення повстанської групи протягом 17-20 серпня проводились чекістсько-військові операції під керівництвом начальника ВББ УМВС (відділ по боротьбі з бандитизмом управління міністерства внутрішніх справ) Станіславської області майора Костенко, силами підрозділів 128 і 448 СП ВВ МВС кількістю до трьохсот чоловік і оперативного складу Отинійського РВ МВС. Незважаючи на це, бажаних результатів не було досягнуто і повстанців не спіймано [7, с. 572].
Всього протягом 1943-48 рр. в лавах УПА воювало 64 чол. із с. Ворона, з них репресовано – 38, реабілітовано 38 чол [5, c 25].

### Придушення повстанського руху в селі
З приходом радянської влади на Прикарпатті почалося придушення національно-визвольного руху. 10 грудня 1944 р. відбулася облава на с. Ворона, у якій взяло участь 130 радянських військ. О 5 годині ранку село було оточене. Внаслідок операції  арештовано 6 осіб. Відділ УПА відбив цих людей та розігнав більшовиків. Під час сутички вбито 2-х більшовиків та 2-х поранено. Однак більшовики знову здійснили наступ на село,підсилившись військовою технікою, вони обстрілювали гарматним вогнем виноградський ліс, а з літака навмання скидали на ліс бомби, але нічого не було ушкоджено. [3, с. 46-47].
17 серпня 1945 р. близько 60 більшовиків зробило напад  на с. Ворона, при цьому вбили «Забіяку» (Винник Яків Іванович, командир СКВ) та господаря дому Яцев’юка. Більшовики були в селі 5 днів та здійснювали обшуки в селі, на полі та лісі. За цей час вони вбили 8 чоловіків, 3 з яких мали відношення до ОУН-УПА [3, с. 67].
4 вересня 1945 р. радянські військові арештували двох стрільців: «Бистрого» і «Лисого» (справжні прізвища невідомі). [3, с. 98]. 27 серпня 1945 р. до села  Ворона прибуло 27 фір з більшовиками, які стягали контингент [3, с. 108]. Наступного дня вони вбили Івана Дикуна і Василя Зварищука [3, с. 100].
У вересні 1945 більшовики (50 осіб) наскочили на хати в с. Ворона. Було зловлено станичного господарчого «Тигра» (справжнє прізвище невідоме) та арештовано голову сільради і одного хлопця 1922 р. н.
9 жовтня 1945 р. відбулася перевірка лісів між селами: Братківці, Марківці, Ворона. В перевірці брало участь близько 1000 більшовиків (це були обласні і районні  війська НКВД і НКДБ Лисецького, Богородчанського, Тисменицького і Отинійського районів [3, с. 993]. 25 жовтня 1945 р. до села Ворона вони зробили облаву, кажучи, що шукають за контингентом і знову ходили по селу, вдаючи українських повстанців (більшовики не раз прикидалися повстанцями, щоб зіпсувати їхню репутацію в очах українців, у тому числі і жителів с. Ворона), а згодом виїхали до Отинії [3, с. 638].
28 жовтня 1945 р. до села Ворона опівночі прибув загін НКВД, які ходили вночі по селу, а рано заарештували Петра Волошина (1912 р. н.). Наступного дня вони оточили село заставами та засідками і здійснювали в селі перевірку, арештувавши Дмитра Писанко (1922 р. н., стрілець із сотні «Богуна», який мав підроблені документи, що помер в Німеччині), Дмитра Повязма (1920 р. н.), Параску Нестерук, Мілька Церміна (1916 р. н.). Арештованих забрали до Отинії. 31 жовтня 1945 р. в с. Ворона відділ більшовиків із Коломиї арештував колишнього станичного Василя Нестерука (1916 р. н.), якого відділ зустрів, коли той ніс черевики до шевця [3, с. 641].
30 жовтня 1945 року вийшла постанова ЦК КП(б)У «Про ліквідацію залишків банд українсько-німецьких націоналістів в західних областях УРСР». Передбачалося створення груп переслідування з військової частини місцевого гарнізону внутрішніх військ НКВС, оперативних робітників РВ НКВС та РВ НКДБ. Перед цими групами стояло завдання ліквідувати активних діячів націоналістичного підпілля. В результаті дій чекістів у с. Ворона було заарештовано кущового господарчого «Деркача», кущового секретаря «Залізного», кущового провідника «Чорнобривого» (справжні прізвища не відомі [7, с. 216].
13 травня 1946 р. районний відділ МВС чисельністю 300 бійців перевіряв ліс між селами Ляцьке, Ворона та Отинія, але це не дало результатів [3, с. 140].
Через кілька днів по закінченні «Великої блокади» в селах заквартирували спецвідділи, які разом з охоронами залізничних мостів та інших об’єктів мали завдання боротися з визвольним рухом. В першу чергу намагались контролювати підлісні села (до яких належало і с. Ворона). Щоб паралізувати повстанський рух, більшовики влаштовують засідки на партизанських стежках та шляхах, створюють пункти стеження в селі та навкруг нього. В с. Ворона було розміщено відділ з 30 осіб [3, с. 140].

## Сьогодення
Територія села становить 2112 га, сільгоспугідь — 1394 га, у приватному користуванні 512 га, господарських дворів — 598. Також у селі діє дві греко-католицькі церкви, ДВНЗ «Волошка», клуб та бібліотека та ФАП.
У селі є меморіальні дошки Марійці Підгірянці, яка вчителювала і проживала у селі 1908—1916 роки зі своїм чоловіком Августином Домбровським, та  Івану Дубею, що загинув у 2017 році захищаючи Україну.
На території села збудовано та освячено 11 каплиць та близько 100 хрестів, один з яких встановлено у 2018 році в пам’ять про всіх, хто загинув у боротьбі за незалежність України.
Щорічно відзначаються два храмових свята – Успіння Пресвятої Богородиці 28 серпня та Різдво Пресвятої Богородиці 21 вересня.

## Населення

### Мова
Розподіл населення за рідною мовою за даними перепису 2001 року:
| Мова       | Кількість | Відсоток |
| ---------- | --------- | -------- |
| українська | 1856      | 99.79%   |
| російська  | 3         | 0.16%    |
| білоруська | 1         | 0.05%    |
| Усього     | 1860      | 100%     |

## Народилися
- Маркіян Домбровський — український громадський діяч Австралії, інженер-електрик, автор «Підручника шофера».
- Володимир Петрик — великий майстер гуцульського танцю, народний артист України, балетмайстер (народився і похований у рідному селі).
- Олександр Болехівський — письменник і дисидент.
- Михайло Винник – професор, доктор медичних наук, завідувач кафедри психіатрії.
- Святослав Волошин – військовий льотчик, майор.
- Омелян Поплавський – доцент, кандидат фіз.-мат. наук.
- Роман Олійник – доцент, кандидат природничих наук.
- Тарас Паращук – кандидат фізико-математичних наук.
- Василь Кондрат – майстер спорту з боксу.
- Дубей Іван Омелянович (1988—2017) — військовослужбовець 8-го батальйону 10-ї окремої гірсько-штурмової бригади, Герой України, кавалер ордену ІІІ ступеня (посмертно), народився і похований у рідному селі.